# Hand of Fate 2
Hand of Fate 2 (с англ. — «Рука судьбы 2») — компьютерная игра в жанре action/RPG с коллекционной карточной игрой, продолжение Hand of Fate, разработанная и изданная студией Defiant Development.
5 апреля 2016 года в интернете появилась новость от австралийской студии-разработчика и издателя Defiant Development о том, что они работают над игрой Hand of Fate 2. В начале октября 2017 года разработчики объявили точную дату выхода игры, 7 ноября 2017 года.

## Игровой процесс
Основа игрового процесса Hand of Fate 2 — это карточная игра между игроком и управляемым компьютером сдающим, который выступает в роли главного антагониста. Игрок собирает колоду из карт, которые определяют уровни, по которым движется его персонаж. Каждая карта может отражать сюжетное событие (например, встречу с торговцем или небольшое приключение в таверне) или испытание (комната с ловушками или сражение). Задача каждой партии — очень разная, она может быть убийство босса, или собирание необходимого кол-ва еды, или спасение деревень от северян. И много других задач.

## Сюжет
После событий Hand of Fate прошло 100 лет, за это время бывший герой первой части стал тираном. Теперь он управляет всем миром и запретил пользоваться магией. Победить тирана вызвался(ась) герой(иня) без имени. Ей/ему придется пройти всю колоду карт и завершить много испытаний и битв.

## Восприятие
| Сводный рейтинг | Сводный рейтинг | Сводный рейтинг |
| Издание         | Оценка          | Оценка          |
| Издание         | PC              | PS4             |
| --------------- | --------------- | --------------- |
| GameRankings    | 78,21 %         | 82,77 %         |

Игра получила преимущественно положительные отзывы критиков. На Metacritic средняя оценка игры составляет 82 балла из 100 для версии для PlayStation 4 и Xbox One и 80 баллов для Windows.

## Продажи
Летом 2018 года, благодаря уязвимости в защите Steam Web API, стало известно, что точное количество пользователей сервиса Steam, которые играли в игру хотя бы один раз, составляет 126 026 человек.